# Trichilia ramalhoi
Trichilia ramalhoi là một loài thực vật thuộc họ Meliaceae. Đây là loài đặc hữu của Brasil.